# Jozef Šepetka
Jozef Šepetka (* 4. června 1969) je manažer J&T banky působící v Česku, bývalý slovenský a československý politik, po sametové revoluci poslanec Sněmovny lidu Federálního shromáždění za Verejnosť proti násiliu, později za ODÚ-VPN.

## Biografie
Za sametové revoluce patřil mezi vedoucí aktivisty VPN ve Zvolenu. Byl tehdy vysokoškolákem.
Ve volbách roku 1990 byl zvolen za VPN do Sněmovny lidu (volební obvod Středoslovenský kraj). Poté, co se VPN v roce 1991 rozpadlo, nastoupil Šepetka do poslaneckého klubu jedné z nástupnických formací ODÚ-VPN. Ve Federálním shromáždění setrval do voleb roku 1992.
Vystudoval Právnickou fakultu Univerzity Karlovy. Po rozdělení Československa působil v Česku. Od roku 1992 pracoval na Ministerstvu zahraničních věcí České republiky. V roce 1998 nastoupil do J&T banky na pozici poradce. Od roku 2008 zastává post člena dozorčí rady banky J&T. Je evidován bytem v Praze.